# Джадан Леся Анатоліївна
Леся Анатоліївна Джадан (23 листопада 1975, Прилуки Чернігівської області — 12 лютого 2024, Київ) — українська журналістка, громадська діячка та волонтерка. Співзасновниця і багаторічна головна редакторка чернігівської щотижневої обласної газети «Деснянка».

## Життєпис
Навчалася в Інституті журналістики Київського Національного університету імені Тараса Шевченка. На початку кар'єри була журналісткою телекомпанії «Прилуки» в місті Прилуки Чернігівської області. Пізніше літературною редакторкою газети «Деснянська правда» в Чернігові, виконавчою директором міжнародного журналу «In the World of Special Services» в Києві, керівницею пресцентру Генпрокуратури України. Проживала в Києві. 
Померла внаслідок онкологічного захворювання, похована на Байковому кладовищі.
Була одружен з підприємцем Андрієм. Залишила трьох дітей: Єлизавету, 9 років, Софію, 7 років і Данила, 4 роки.

## Громадська і волонтерська діяльність
У 2019 вступила в громадську організацію Ротарі-клуб «Київ-Столиця». Як президентка цього клубу (з березня 2022 по червень 2023) займалася залученням коштів для допомоги редакціям медіа на деокупованих і прифронтових територіях, забезпечення військових генераторами, турнікетами, ліками, системами очищення води, втіленням проєкту «Перша медична допомога» (тренінги для школярів і студентів), забезпеченням житла для багатодітних родин та родин, житло яких було зруйноване російськими окупантами, організацією доставки в медичні заклади генераторів, медобладнання та інструментів, систем очищення води, медичних засобів та ліків, речей для поранених. 
Надала суттєву допомогу 8 підрозділам ДСНС України в Чернігівській області: рятувальний човен, пожежні машини, автомобіль для розмінування, генератори, мотопомпи, аптечки, ковдри. 65 потужних генераторів отримали підрозділи ЗСУ, ТРО, прикордонники, рятувальники, медики, реабілітаційні центри, а також Національний Ботанічний сад у Києві.
Починаючи з кінця 2022 року під її керівництвом Ротарі-клуб почав займатися допомогою сім'ям на деокупованих територіях Чернігівщини, які втратили житло внаслідок російської агресії. Базучючись на запитах від місцевих громад, Леся Джадан з друзями-ротарійцями знаходила міжнародних донорів для фінансування створення нових сучасних модульних будинків на місці старих розтрощених росіянами споруд. Так були залучені кошти спеціального грантового фонду для упередження катастроф Фундації Ротарі Інтернешенл для 5 українських родин. Для будинку родині літнього віку були залучені кошти шведських благодійників — сім'ї Бріт та Пера Яннерстен, для іншої родини гроші надала швейцарська ІТ-компанія з українським корінням VIRTUOZZO. В 2023 році до справи долучився СІТІБАНК-Україна, який профінансував нові будинки для ще 10 родин, що втратили житло напередодні. Цей проєкт був реалізований в співдружності з Благодійним фондом Peli can live та отримав назву "Знову Вдома".

## Відзнаки
- Award For Peace & Humanitarian Service (2022, на знак визнання видатного внеску в розбудову миру, людського розвитку, допомоги біженцям, сталий економічний розвиток, гендерну рівність, охорону здоров’я, освіту та викорінення бідності).